# Niezwykła opowieść o Beltandrze i Chrysantzy
Niezwykła opowieść o Beltandrze i Chrysantzy (gr.: Diegésis eksájteros Belthándru tu Romáju) – romans bizantyński z przełomu XII i XIII wieku.
Niezwykła opowieść o Beltandrze i Chrysantzy (Diegésis eksájteros Belthándru tu Romáju) to oparty na motywach średniowiecznych romans, napisany wierszem politycznym, powstały na przełomie XII i XIII wieku. Romans zachował się w rękopisie z XVI wieku, w późniejszej piętnastowiecznej wersji. Zachowany rękopis liczy sobie 1348 wierszy.
Główny bohater romansu Beltander jest młodszym synem króla Rodolfilosa. Z powodu złego traktowania przez ojca, wyrusza w poszukiwaniu przygód do Anatolii i Armenii. W rzece pod Tarsos objawia mu się ognista gwiazda, która prowadzi go do Erotokastronu, "zamku Erosa", wzniesionego z najszlachetniejszych kamieni. W Erotokastronie znajdują się inskrypcje dotyczących losów wszystkich ludzi. Z tabliczki dotyczącej swojego losu dowiaduje się, że po wielu mękach i trudach zdobędzie miłość księżniczki Chrysantzy, córki potężnego króla Antiochii. Beltander wyrusza na poszukiwanie pięknej, nieznajomej. Eros prowadzi go do Króla Miłości. Od niego otrzymuje ozdobną laskę wysadzaną drogimi kamieniami, którą ma wskazać najpiękniejszą spośród czterdziestu dziewcząt. Bohater traktuje je raczej obcesowo, wymienia mankamenty każdej z pretendentek do tytułu, wreszcie wręcza jednej z nich nagrodę. Z Erotokastronu wyrusza do Antiochii, gdzie król przyjmuje go w poczet swych rycerzy. Jako rycerz w służbie króla zdobywa względy Chrysantzy. Potajemnie spotykają się w altanie. Wytropionych przez donosicieli z kłopotu wybawia garderobiana królewny, która twierdzi, że to na spotkanie z nią Beltander przyszedł nocą do ogrodu. Rycerz musi wziąć ślub z garderobianą. Umożliwia mu to jednak dalsze schadzki z ukochaną, a wreszcie ucieczkę. Romans kończy się małżeństwem uciekinierów, pobłogosławionym przez patriarchę. Przybywa też jego ojciec Beltandra, by mu przekazać dziedziczny tron.
Romans wykazuje wiele związków z opowieścią o Kallimachu i Chrysorroe. Wyraźne są w nim również wpływy bizantyńskiego eposu Bazyli Digenis Akritas oraz francuskiego romansu rycerskiego. Prototypem "zamku Erosa" jest znany w poezji prowansalskiej "chateau d'amour". Imiona: Beltander i Rodolfilos stanowią zgrecyzowaną wersją francuskich imion: Bertrand i Rudolf. To że Beltander zostaje rycerzem króla Antiochii stanowi prawdopodobnie odzwierciedlenie stosunków panujących w państwach krzyżowych w Syrii i Palestynie. Swobodna atmosfera obyczajowa opowieści przypomina Dekameron Boccaccia.